# Пёс (телесериал)
«Пёс» — украинско-российский детективный телесериал  с элементами комедии и боевика. Производитель — телекомпания «PRO TV».

## Даты премьер
Премьера первого сезона состоялась на украинском телеканале ICTV 1 сентября 2015 года. В России показ первого сезона прошёл на телеканале НТВ с 16 по 24 мая 2016 года.
Премьера второго сезона телесериала прошла в эфире ICTV с 19 по 29 сентября 2016 года. Было показано 20 новых серий. Оставшиеся 4 серии были показаны в эфире ICTV 26 мая 2017 года. В России второй сезон транслировался на НТВ с 27 февраля по 10 марта 2017 года. В эфир вышло 48 новых серий.
Премьера первой части третьего сезона (12 серий) прошла на телеканале ICTV со 2 по 19 октября 2017 года. В России третий сезон транслировался на НТВ со 2 по 17 октября 2017 года. Третий сезон был показан как продолжение второго. В эфир вышло 20 новых серии.
6 ноября 2017 года на НТВ состоялся премьерный показ трёх новых серий. 31 декабря 2017 года на НТВ была показана финальная серия третьего сезона. Премьера второй части третьего сезона (12 серий) состоялась на телеканале ICTV 2 апреля 2018 года. Показ третьего сезона на ICTV был завершён 19 апреля 2018 года.
Премьера четвёртого сезона прошла в эфире телеканала ICTV с 22 октября по 22 ноября 2018 года. В России премьера четвёртого сезона прошла на телеканале НТВ с 28 ноября по 13 декабря 2018 года. Четвёртый сезон был показан как третий. Также были сняты две специальные, новогодние серии, показ которых состоялся в канун Нового 2019 года.
Премьера пятого сезона состоялась на телеканале ICTV с 15 октября 2019 года по 8 ноября 2020 года. В России премьера пятого сезона состоялась на телеканале НТВ с 9 по 31 декабря 2019 года. Пятый сезон сериала был показан как четвёртый.
Премьера первого блока шестого сезона состоялась на телеканале ICTV с 7 декабря 2020 года по 15 апреля 2021 года. В России премьера первого блока шестого сезона состоялась на телеканале НТВ с 14 по 31 декабря 2020 года. Начало шестого сезона было показано как пятый.
В России премьера второго блока шестого сезона состоялась на телеканале НТВ 12 июня 2021 года. Две новых серии были показаны как начало шестого сезона. Показ остальных серий транслировался на НТВ с 30 августа по 9 сентября 2021 года, а на канале ICTV эти серии показывали с 25 октября 2021 года. С 3 августа 2021 года на канале ICTV телесериал транслируется в украинском дубляже.

## Сюжет

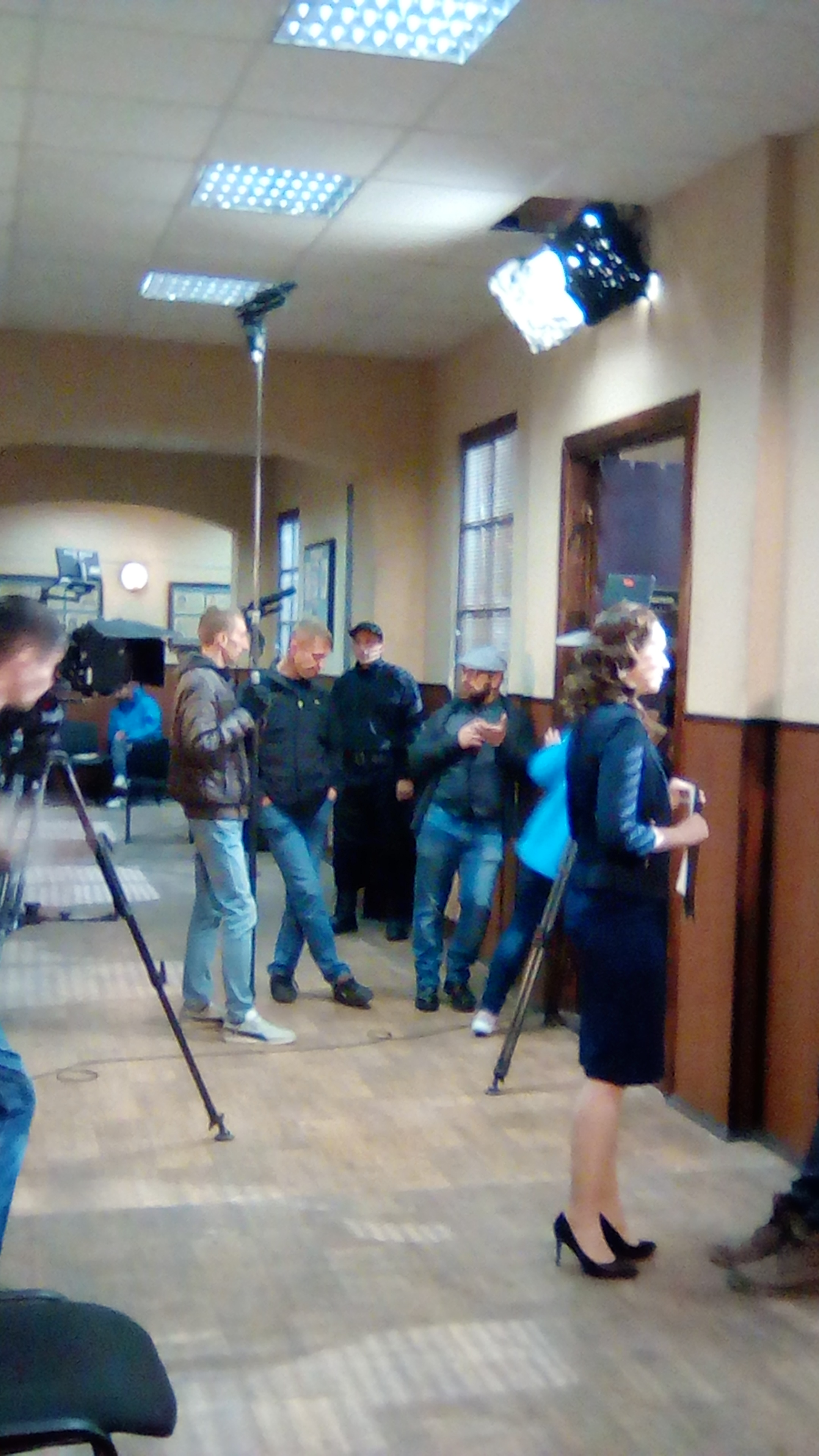
на съёмочной площадке сериала

Главный герой телесериала — Максим Максимов (Никита Панфилов). Раньше работал в полиции, но за несговорчивость с коррумпированным начальством и стремление к справедливому расследованию был уволен. Бывшие сотрудники говорят о Максимове как об опытном, честном и мужественном полицейском, но большом любителе алкоголя. Под этим предлогом Макса и уволили из полиции. Любимая жена Лена (Ольга Олексий), уставшая смотреть на его вечные пьянки, ушла к лучшему другу Максимова. Её новый муж Алексей Леонидов (Андрей Саминин) не такой отчаянный и сильный, но внимательный и заботливый. Оставшись один, без работы, жены и друзей, Макс стал пить ещё больше.
В первой серии в магазин врывается шайка бандитов с оружием. Максимов расправляется с бандитами. По вызову с места преступления приезжает наряд полиции под руководством продажного и коррумпированного капитана полиции Игоря Гнездилова. Игорь Гнездилов (Михаил Жонин) — тупой и трусливый полицейский по кличке «Гнездо», получивший своё место в полиции только благодаря дяде-генералу. Узнав, что банду преступников возглавлял прокурорский сын, Гнездилов решает «замять» дело. Не обращает внимание на оружие, важные улики и следы преступления.
Затем жестоко убивают учителя и бывшего тестя Максимова — бывшего полицейского Николая Жарова. Получив предсмертную СМС-ку, Максимов приезжает в дом тестя. В доме его встречает раненая собака Жарова. Максимов осматривает помещение и понимает, что совершено убийство. Однако приехавшие полицейские настаивают на версии самоубийства и закрывают дело. Гнездилов даёт команду пристрелить пса. Максимов избивает Гнездилова и забирает пса в свой дом. Залечивает его раны, даёт новую кличку Пёс и начинает расследование убийства самостоятельно. Пёс активно помогает Максимову в поисках убийцы. Пёс узнаёт бандита на похоронах у своего бывшего хозяина. Оценив способности служебного пса, Максу предлагают работать внештатным сотрудником в полиции. Максимов бросает пить.

## Актёры и роли

### Главные герои
| Актёр              | Роль |
| ------------------ | --- |
| Никита Панфилов    | Максим Максимов, майор, с 1-й по 4-ю серии — бывший сотрудник полиции, с 5-й серии — внештатный сотрудник полиции. Бывший муж Лены, лучший друг Леонидова. С 1-й серии — новый хозяин Пса. Бывший зять Николая Жарова. |
| Андрей Саминин     | Алексей Леонидов, капитан, с 21-й серии — майор полиции, старший оперуполномоченный. Муж Лены, лучший друг Максима Максимова.                                                                                          |
| Ольга Олексий      | Елена Николаевна Жарова (Максимова) эксперт-криминалист, судмедэксперт, патологоанатом. Бывшая жена Максима Максимова, жена Алексея Леонидова. Дочь покойного Николая Жарова.                                          |
| Михаил Жонин       | † Игорь Николаевич Гнездилов, капитан полиции, племянник генерала Гнездилова.Умер после 6 сезона от сердечного приступа.                                                                                               |
| Денис Роднянский   | Вахтанг Леонов, эксперт-криминалист. Коллега Максима Максимова, Леонидова и Гнездилова. |
| Борис Георгиевский | Дмитрий Николаевич Георгиевский, майор, с 45-й серии — полковник, начальник оперативного отдела, с 45-й по 68-ю серии — начальник ОВД.                                                                                 |

### В ролях
| Актёр               | Роль |
| ------------------- | --- |
| Валерий Зайцев      | † Николай Георгиевич Жаров. Бывший начальник отдела. Бывший тесть Максима Максимова. Отец Лены Жаровой. В 1-й серии — убит Красновым.      |
| Алексей Череватенко | † Краснов. Оперативный сотрудник отдела. В 1-й серии — убил Жарова. В 4-й серии — убит Леонидовым. С 1-й по 4-ю серии — работал на Бутона. |
| Михаил Филиппов     | Борис Борисович Громов (1 сезон). Полковник. Начальник ОВД.                                                                                |
| Борис Каморзин      | Борис Борисович Громов (2 сезон). Полковник. Начальник ОВД.                                                                                |
| Андрей Фединчик     | Стажёр (1 сезон). С 1-й по 10-ю серии — проходил стажировку в отделе.                                                                      |
| Виктор Демерташ     | † Бутон. Криминальный авторитет. Заказчик убийства Жарова. В 4-й серии — убит Максимовым.                                                  |
| Александр Жуковин   | Иващук (1—2 сезоны). Оперативный сотрудник.                                                                                                |
| Мирослав Павличенко | (3 сезон). Оперативный сотрудник. |
| Александр Яцко      | Борис Борисович Громов (4 сезон). Полковник. Начальник ОВД.                                                                                |

### Пёс
Роль исполняли пять собак (немецкие овчарки). Они уже имели опыт работы в кино: Граф и Рекс ранее снимались в сериале «Возвращение Мухтара» на протяжении трёх сезонов.
| Актёр                          | Роль                     |
| ------------------------------ | ------------------------ |
| Граф Шутц Хунд; Рекс Шутц Хунд | Пёс (кличка, 1—4 сезоны) |
| Мухтар Шутц Хунд (сын Графа)   | Пёс (кличка, 4—6 сезоны) |
| Норд Шутц Хунд (сын Мухтара)   | Пёс (кличка, 5—6 сезоны) |
| Ник Шутц Хунд (сын Мухтара)    | Пёс (кличка, 6 сезон)    |

## Список серий («НТВ»)

### Сезон 1
| № серии | Название                   |
| ------- | -------------------------- |
| 1       | «Роза» (Часть 1)           |
| 2       | «Роза» (Часть 2)           |
| 3       | «Роза» (Часть 3)           |
| 4       | «Роза» (Часть 4)           |
| 5       | «Эскортница»               |
| 6       | «Амнезия»                  |
| 7       | «Артист»                   |
| 8       | «Внутреннее расследование» |
| 9       | «Бессонница»               |
| 10      | «Украденное оружие»        |
| 11      | «Водобоязнь»               |
| 12      | «Купюра»                   |
| 13      | «Малыш»                    |
| 14      | «Кощей»                    |
| 15      | «Мститель»                 |
| 16      | «Побег»                    |
| 17      | «Чёрная метка»             |
| 18      | «Фальшивомонетчики»        |
| 19      | «Месть» (Часть 1)          |
| 20      | «Месть» (Часть 2)          |

### Сезон 2
| № серии | Название                  |
| ------- | ------------------------- |
| 1 (21)  | «Старый друг»             |
| 2 (22)  | «Миссис X»                |
| 3 (23)  | «На дне»                  |
| 4 (24)  | «Звезда»                  |
| 5 (25)  | «Игра»                    |
| 6 (26)  | «Кинозвезда»              |
| 7 (27)  | «Блеск»                   |
| 8 (28)  | «Призраки прошлого»       |
| 9 (29)  | «Туман»                   |
| 10 (30) | «Молчун»                  |
| 11 (31) | «Ставки сделаны»          |
| 12 (32) | «Тролль»                  |
| 13 (33) | «Гадалка»                 |
| 14 (34) | «Обидчик»                 |
| 15 (35) | «Конкурент»               |
| 16 (36) | «Шальная пуля»            |
| 17 (37) | «Чёрный ангел»            |
| 18 (38) | «Собутыльник»             |
| 19 (39) | «Учитель»                 |
| 20 (40) | «Счастливый номер»        |
| 21 (41) | «Милый чай»               |
| 22 (42) | «Чёрная пешка»            |
| 23 (43) | «Дуэль»                   |
| 24 (44) | «Кровавые глаза»          |
| 25 (45) | «Жалкий король»           |
| 26 (46) | «Убийство онлайн»         |
| 27 (47) | «Адвокат»                 |
| 28 (48) | «Кутюрье»                 |
| 29 (49) | «Алиби»                   |
| 30 (50) | «Маньяк»                  |
| 31 (51) | «Закон есть закон»        |
| 32 (52) | «Сияние»                  |
| 33 (53) | «Киллер для киллера»      |
| 34 (54) | «Мститель»                |
| 35 (55) | «Последний конвой»        |
| 36 (56) | «Плохая примета»          |
| 37 (57) | «Любовница»               |
| 38 (58) | «Коллекционер»            |
| 39 (59) | «Охота»                   |
| 40 (60) | «Казино ритуальных услуг» |
| 41 (61) | «Скованные»               |
| 42 (62) | «Раненый зверь»           |
| 43 (63) | «Кукловод»                |
| 44 (64) | «Бэтмен»                  |
| 45 (65) | «Квазимодо»               |
| 46 (66) | «Презумпция невиновности» |
| 47 (67) | «Телохранители»           |
| 48 (68) | «Новая соседка»           |

### Сезон 3
| № серии | Название                |
| ------- | ----------------------- |
| 1 (69)  | «Толкование сновидений» |
| 2 (70)  | «Пугало»                |
| 3 (71)  | «Картина маслом»        |
| 4 (72)  | «Сверхъестественное»    |
| 5 (73)  | «Бриллианты навсегда»   |
| 6 (74)  | «Рокировка»             |
| 7 (75)  | «Электрошок»            |
| 8 (76)  | «Гробовщик»             |
| 9 (77)  | «Похищение»             |
| 10 (78) | «Дело врачей»           |
| 11 (79) | «Исчезновение»          |
| 12 (80) | «Дом с привидениями»    |
| 13 (81) | «Двойник»               |
| 14 (82) | «Осторожно, Моника!»    |
| 15 (83) | «Лекарство от здоровья» |
| 16 (84) | «Купите жену»           |
| 17 (85) | «Лучший сыщик»          |
| 18 (86) | «Гостья из будущего»    |
| 19 (87) | «Три обезьяны»          |
| 20 (88) | «Всадник без головы»    |

### Сезон 4
| № серии  | Название             |
| -------- | -------------------- |
| 1 (89)   | «Доставка»           |
| 2 (90)   | «Прямой в челюсть»   |
| 3 (91)   | «Охота на охотников» |
| 4 (92)   | «Монте-Кристо»       |
| 5 (93)   | «Индеец»             |
| 6 (94)   | «Механик»            |
| 7 (95)   | «Рыцари»             |
| 8 (96)   | «Любовный аромат»    |
| 9 (97)   | «Хакер»              |
| 10 (98)  | «Пейнтбол»           |
| 11 (99)  | «Сердцем чую»        |
| 12 (100) | «Чистильщик»         |
| 13 (101) | «Чёрная вдова»       |
| 14 (102) | «Жёлтый саквояж»     |
| 15 (103) | «Железный человек»   |
| 16 (104) | «Медведь»            |
| 17 (105) | «Кислородный голод»  |
| 18 (106) | «Домострой»          |
| 19 (107) | «Экспозиция»         |
| 20 (108) | «В глазок»           |

### Новогодние серии
| № серии | Название                   |
| ------- | -------------------------- |
| 1 (109) | «Новогодний Пёс (часть 1)» |
| 2 (110) | «Новогодний Пёс (часть 2)» |

### Сезон 5
| № серии  | Название               |
| -------- | ---------------------- |
| 1 (111)  | «Цепь событий»         |
| 2 (112)  | «Сэнсэй»               |
| 3 (113)  | «Морская оса»          |
| 4 (114)  | «Иллюзион»             |
| 5 (115)  | «Зверь»                |
| 6 (116)  | «Отверженные»          |
| 7 (117)  | «Доктор зло»           |
| 8 (118)  | «Родня»                |
| 9 (119)  | «Кровавая свадьба»     |
| 10 (120) | «Зануда»               |
| 11 (121) | «Паб Рио»              |
| 12 (122) | «Дух возмездия»        |
| 13 (123) | «Ангел»                |
| 14 (124) | «Циклоп»               |
| 15 (125) | «Убийственная красота» |
| 16 (126) | «Новая жизнь»          |
| 17 (127) | «Гиблое место»         |
| 18 (128) | «Бомж»                 |
| 19 (129) | «Суперстар»            |
| 20 (130) | «Секта»                |

### Сезон 6
| № серии  | Название                |
| -------- | ----------------------- |
| 1 (131)  | «Снегурочка»            |
| 2 (132)  | «Пассажир»              |
| 3 (133)  | «Голубые»               |
| 4 (134)  | «Ворожея»               |
| 5 (135)  | «Голоса»                |
| 6 (136)  | «Игра»                  |
| 7 (137)  | «Тёзки»                 |
| 8 (138)  | «Жучок»                 |
| 9 (139)  | «Вендетта»              |
| 10 (140) | «Невидимка»             |
| 11 (141) | «Муж на час»            |
| 12 (142) | «Конвейер „Наследство“» |
| 13 (143) | «Весёлая вдова»         |
| 14 (144) | «Потрошитель»           |
| 15 (145) | «Три товарища»          |
| 16 (146) | «Палачи»                |
| 17 (147) | «Модель»                |
| 18 (148) | «Объект №7»             |
| 19 (149) | «Последний из Могикан»  |
| 20 (150) | «Колобок»               |

## Рейтинги
- Премьера на ICTV прошла с долей 15,57 %. Впервые в истории украинского телевидения национальный сериал стал лидером телесмотрения. Сериал «Пёс» получил впечатляющие результаты — долю 15,57 %, рейтинг 4,77 % по аудитории 18-54 тыс., таким образом завоевав абсолютное первенство в слоте за сутки и возглавив ТОП-телепродуктов 1 сентября, закрепив успех также по трём другим ключевым аудиториям.
- 19 сентября 2016 года, в день премьеры второго сезона, сериал «Пёс» на ICTV снова возглавил рейтинг телесмотрения. По аудитории 18-54 тыс., фильм получил рейтинг 3,21 % и долю 10,81 %.
- Премьера 4-го сезона на ICTV стартовала с долей 15,3 %, а 10 серия 4-го сезона прошла с долей 17,1 %[5]. 22 ноября детективный сериал «Пёс-4» от ICTV посмотрело 3,6 миллионов украинцев[6]. Лидером сериалов стал детектив «Пес» (5 %).[7] (6 %)[8] 2020 год